# Crudia aromatica
Espèce
Synonymes
Selon Tropicos (1 septembre 2024)
- Apalatoa aromatica (Aubl.) Taub.
- Crudia aromatica (Aubl.) Willd.
- Cyclas aromatica (Aubl.) J.F. Gmel.
- Touchiroa aromatica Aubl. - Basionyme

Selon GBIF (1 septembre 2024)
- Apalatoa aromatica (Aubl.) Lam.
- Apalatoa aromatica (Aubl.) Taub.
- Bocoa marioniae Aymard & H.E.Ireland
- Crudia aromatica (Aubl.) Willd.
- Crudia unifoliolata Kleinhoonte
- Cyclas aromatica (Aubl.) J.F.Gmel.
- Opalatoa aromatica
- Touchiroa aromatica Aubl. - Basionyme

Crudia aromatica est une espèce de plantes à fleurs de la famille des Fabaceae. C'est un arbre endémique des Guyanes.

## Description
Crudia aromatica est un arbre atteignant jusqu'à  jusqu'à 25 m de haut.
Ses feuilles sont coriaces, 1-foliolées.
Les inflorescences sont des racèmes latéraux, rarement axillaires, à rachis tomenteux.
Les pédicelles sont longs de 0,5-0,7 cm, dans le fruit 0,7-1 cm, pour environ 0,4 cm d'épaisseur.
Le fruit est une gousse clavée, ligneuse, jusqu'à 16 x 4,8 x 0,2-0,3 cm, de couleur vert clair à brun foncé tomenteuse, à veines transversales assez proéminentes, le stipe long de 0,6-1,2 cm, pour 0,4-0,5 cm de large, l'apex acuminé sur 0,5-1 cm.
Il contien 2-4 graines plates, étroitement elliptiques, d'environ 4 × 2,5 cm.

En 1952, Lemée en propose la description suivante de Protium heptaphyllum :

« C. aromatica W. (Touchiroa a. Aubl., C. unifoliata Kleinh.). Feuilles à 1 seule foliole de 0,10-0,18 (0,25) sur 0,05-0,10, ovale ou oblongue acuminée , glabre omiacé ; grappes latérales ou parfois axillaires, à rachis omenteux, bractées et bractéoles très petites caduques ; fleurs d'un vert clair, ovaire pubescent ; gousse stipitée, de 0,10-0,15 sur 0,04-0,06, pLus large vers le sommet, acuminée ligneuse tomenteuse-brunâtre, 2-3 graines oblongues. »

— Albert Lemée, 19523.

## Répartition
Crudia aromatica est présent seulement au Guyana, au Suriname, et en Guyane.

## Écologie
Crudia aromatica est peu commun, poussant dans les forêts d'altitude et de montagne.

## Protologue
En 1775, le botaniste Aublet a décrit Crudia aromatica sous le nom de Apalatoa aromatica, et en a proposé le protologue suivant : 

« TOUCHIROA aromatica. (Tabula 148.)
Arbor trunco quadraginta aut quinquaginta-pedali, ad ſummitatem ramoſo ; ramis undique ſparſis. Folia alterna, ampla, rigida, ovata, acuta, glabra, integerrima, petiolata. Stipulæ binæ, deciduæ, ad baſim petioli. Flores ſpicati, axillares.
Florebat Decembri, fructum ferebat Maio.
Habitat in ſylvis Guianæ.
Nomem Caribæum MOUTOUCHIRAOU.

LE TOUCHIROA aromatique. (PLANCHE 148.)
Le tronc de cet arbre s'élève à quarante ou cinquante pieds & plus, ſur environ deux pieds de diamètre. Son écorce eſt griſâtre. Son bois eſt blanc, peu compacte. Il pouſſe à ſon ſommet un grand nombre de branches qui ſe répandent en tous ſens. elles ſont chargées de rameaux garnis de feuilles alternes ; liſſes, vertes, entières, ovales, terminées par une pointe mouſſe. Leur pédicule eſt court, accompagne à ſa naiſſance de deux petites stipules qui tombent de bonne heure. 
De l'aiſſelle des feuilles naît un épi couvert de fleurs verdâtres. Le calice eſt d'une ſeule pièce concave, diviſé par le haut en quatre parties aiguës. 
Il n'y a point de corolle. 
Les étamines, au nombre de dix, ſont attachées autour & la paroi interne de l'orifice du calice. Leurs filets ſont longs & blancs. Leur anthère eſt ovoïde, jaune & à deux bourſes. 
Le piſtil eſt un ovaire oblong, anguleux, hériſſé de poils, porte ſur un pivot. Il eſt ſurmonté d'un style, termine par un stigmate obtus. 
L'ovaire devient une silique rouſſâtre, coriace, comprimée, ridée & bordée d'un large feuillet membraneux. Cette ſilique contient une fève verdâtre, & ne s'ouvre pas. 
On a repréſenté de grandeur naturelle les feuilles & les fleurs. L'on a groſſi une fleur à laquelle on a coupe les pointes du calice. 
Cet arbre eſt nommé MOUTOUCHIRAOU par les Galibis. 
II croît dans les endroits marécageux des grandes forêts de la Guiane. 
II étoit en fleur dans le mois de Décembre. Je l'ai trouvé enſuite en fruit dans le mois de Mai, en allant à la crique des Galibis. 
Son bois eſt léger & un peu aromatique. »

— Fusée-Aublet, 1775.